# Meidericher Spielverein Duisburg 2020-2021 (femminile)
Questa voce raccoglie le informazioni riguardanti il Meidericher Spielverein Duisburg  nelle competizioni ufficiali della stagione calcistica 2020-2021.

## Stagione
Nella stagione 2020-2021 l'MSV Duisburg, allenato da Thomas Gerstner, concluse il campionato di Frauen-Bundesliga al 12º e ultimo posto, costretto così alla retrocessione in 2. Frauen-Bundesliga, mentre in coppa di Germania fu eliminato agli ottavi di finale dal Wolfsburg.

## Divise e sponsor
La scelta cromatica delle maglie era la stessa dell'MSV Duisburg maschile. Il main sponsor era Iberostar, mentre quello tecnico, fornitore delle tenute di gioco, era Capelli Sport.
| Casa | Trasferta | Terza divisa |

## Organigramma societario
Tratto dal sito societario.
Area tecnica
- Allenatore: Thomas Gerstner
- Co-allenatore: Nico Schneck
- Preparatore dei portieri: Marc Ernzer
- Preparatore fisico: Daniel Philipp

## Rosa
Rosa, ruoli e numeri di maglia tratti dal sito societario.
| N. |                       | Ruolo | Calciatore              |
| -- | --------------------- | ----- | ----------------------- |
| 1  | Germania (bandiera)   | P     | Meike Kämper (capitano) |
| 2  | Slovacchia (bandiera) | D     | Lucia Haršányová        |
| 3  | Irlanda (bandiera)    | D     | Claire O'Riordan        |
| 4  | Germania (bandiera)   | D     | Emma Hilbrands          |
| 5  | Germania (bandiera)   | D     | Isabel Hochstein        |
| 6  | Turchia (bandiera)    | C     | Ecem Cumert             |
| 7  | Germania (bandiera)   | C     | Miray Cin               |
| 8  | Albania (bandiera)    | C     | Geldona Morina          |
| 9  | Germania (bandiera)   | D     | Vanessa Fürst           |
| 10 | Germania (bandiera)   | C     | Meret Günster           |
| 11 | Canada (bandiera)     | D     | Sura Yekka              |
| 13 | Germania (bandiera)   | A     | Anja Kirsten            |

| N. |                        | Ruolo | Calciatore                  |
| -- | ---------------------- | ----- | --------------------------- |
| 15 | Austria (bandiera)     | C     | Sophie Maierhofer           |
| 16 | Germania (bandiera)    | P     | Caroline-Sophie Härling     |
| 17 | Germania (bandiera)    | C     | Yvonne Zielinski            |
| 19 | Germania (bandiera)    | A     | Antonia-Johanna Halverkamps |
| 20 | Germania (bandiera)    | D     | Julia Debitzki              |
| 22 | Germania (bandiera)    | C     | Nina Lange                  |
| 23 | Afghanistan (bandiera) | C     | Hailai Arghandiwal          |
| 26 | Stati Uniti (bandiera) | C     | Taylor Kornieck             |
| 31 | Germania (bandiera)    | C     | Alina Angerer               |
| 32 | Germania (bandiera)    | P     | Ena Mahmutovic              |
| 33 | Stati Uniti (bandiera) | A     | Jorian Baucom               |

## Calciomercato

### Sessione estiva
| Acquisti | Acquisti          | Acquisti            | Acquisti   |
| R.       | Nome              | da                  | Modalità   |
| -------- | ----------------- | ------------------- | ---------- |
| D        | Sura Yekka        | Michigan Wolverines | definitivo |
| D        | Sophie Maierhofer | Kansas Jayhawks     | definitivo |
| C        | Miray Cin         | Wolfsburg II        | definitivo |
| C        | Ecem Cümert       | Alberweiler         | definitivo |
| A        | Anja Kirsten      | Bochum II           | definitivo |

| Cessioni | Cessioni          | Cessioni        | Cessioni   |
| R.       | Nome              | a               | Modalità   |
| -------- | ----------------- | --------------- | ---------- |
| D        | Naomi Gottschling | Budberg         | definitivo |
| D        | Meikayla Moore    | Liverpool       | definitivo |
| D        | Pia Rybacki       | Bochum          | definitivo |
| C        | Narjiss Ahamad    | MSV Duisburg II | definitivo |
| A        | Lisa Makas        | St. Pölten      | definitivo |
| A        | Laura Radke       | Bochum          | definitivo |

### Sessione invernale
| Acquisti | Acquisti         | Acquisti   | Acquisti   |
| R.       | Nome             | da         | Modalità   |
| -------- | ---------------- | ---------- | ---------- |
| C        | Mara Grutkamp    | SGS Essen  | definitivo |
| A        | Hannah Wilkinson | Djurgården | definitivo |

| Cessioni | Cessioni        | Cessioni          | Cessioni    |
| R.       | Nome            | a                 | Modalità    |
| -------- | --------------- | ----------------- | ----------- |
| C        | Taylor Kornieck | Orlando Pride     | in prestito |
| A        | Jorian Baucom   | Racing Louisville | definitivo  |

## Risultati

### Frauen-Bundesliga

#### Girone di andata
| Duisburg 6 settembre 2020, ore 14:00 CEST 1ª giornata | MSV Duisburg        | 0 – 0 referto | Meppen | Schauinsland-Reisen-Arena (210 spett.)\| Arbitro: \| Westerhoff (Bochum) \| |
| Arbitro:                                              | Westerhoff (Bochum) |               |        |                                                                             |

| Arbitro: | Heimann (Gladbeck) |

|                         |           |  |
| Nikolić 89’ Wirtz 90+1’ | Marcatori |  |

| Arbitro: | Arlt (Greven) |

|  |           |           |
|  | Marcatori | 45’ Evels |

| Friburgo in Brisgovia 4 ottobre 2020, ore 14:00 CEST 4ª giornata | Friburgo         | 0 – 0 referto | MSV Duisburg | Möslestadion (250 spett.)\| Arbitro: \| Biehl (Siesbach) \| |
| Arbitro:                                                         | Biehl (Siesbach) |               |              |                                                             |

| Arbitro: | Wacker (Marbach am Neckar) |

|                                      |           |  |
| Ilestedt 21’ Asseyi 27’ Schüller 39’ | Marcatori |  |

| Arbitro: | Schwermer (Rieder) |

|                         |           |                                           |
| Zielinski 5’ Baucom 38’ | Marcatori | 37’ Mesjasz 51’ (aut.) Debitzki 74’ Cerci |

| Arbitro: | Weigelt (Lipsia) |

|                                                    |           |                          |
| Sævik 3’ Wolter 18’ Engen 42’ Huth 45’ Jakabfi 62’ | Marcatori | 60’ Baucom 72’ Zielinski |

| Arbitro: | Heidenreich (Sereetz) |

|  |           |                                        |
|  | Marcatori | 19’ Pawollek 52’ Reuteler 62’ Freigang |

| Arbitro: | Wildfeuer (Lubecca) |

|                                                                |           |                                      |
| Tarczyńska 4’ (rig.), 59’ Schiechtl 18’ Lührßen 22’ Gidion 63’ | Marcatori | 11’ Baucom 20’ Debitzki 77’ Kornieck |

| Arbitro: | Michel (Gau-Odernheim) |

|             |           |                                                     |
| Angerer 82’ | Marcatori | 5’, 70’ Anyomi 28’, 52’ Wamser 38’ Klasen 85’ Nesse |

| Arbitro: | Joos (Leinfelden-Echterdingen) |

|                                                            |           |  |
| Billa 42’, 58’, 84’, 88’ Brand 50’ Lattwein 53’ Dongus 83’ | Marcatori |  |

#### Girone di ritorno
| Meppen 18 dicembre 2020, ore 19:15 CET 12ª giornata | Meppen                  | 0 – 0 referto | MSV Duisburg | Hänsch-Arena (0 spett.)\| Arbitro: \| JHänsch-Arena (Amburgo) \| |
| Arbitro:                                            | JHänsch-Arena (Amburgo) |               |              |                                                                  |

| Arbitro: | Heidenreich (Bad Schwartau) |

|  |           |                       |
|  | Marcatori | 22’ Wieder 74’ Bücher |

| Arbitro: | Appelmann (Alzey) |

|          |           |               |
| Loos 89’ | Marcatori | 90’ O'Riordan |

| Arbitro: | Diekmann (Dortmund) |

|                 |           |                       |
| Wilkinson 90+4’ | Marcatori | 20’ Büchele 67’ Zicai |

| Arbitro: | Joos (Leinfelden-Echterdingen) |

|  |           |                                                                                        |
|  | Marcatori | 18’ (rig.) Magull 29’ Dallmann 56’ (rig.) Asseyi 61’ Schüller 86’ Ilestedt 87’ Laudehr |

| Arbitro: | Derlin (Bad Schwartau) |

|          |           |  |
| Cerci 4’ | Marcatori |  |

| Arbitro: | Schwermer (Rieder) |

|  |           |                                               |
|  | Marcatori | 32’ Popp 49’ Oberdorf 60’ Blomqvist 67’ Rolfö |

| Arbitro: | Westerhoff (Bochum) |

|                                 |           |  |
| Feiersinger 20’ Nüsken 34’, 44’ | Marcatori |  |

| Arbitro: | Hussein (Bad Harzburg) |

|              |           |                                     |
| Debitzki 66’ | Marcatori | 18’ Schiechtl 27’ (aut.) Mahmutovic |

| Arbitro: | Heidenreich (Bad Schwartau) |

|                       |           |                                |
| Markou 84’ Wamser 86’ | Marcatori | 2’, 69’ Wilkinson 14’ Debitzki |

| Arbitro: | Joos (Leinfelden-Echterdingen) |

|           |           |                           |
| Lange 67’ | Marcatori | 7’, 18’ Billa 54’ Waßmuth |

### DFB-Pokal der Frauen
| Arbitro: | Heimann (Gladbeck) |

|  |           |                                             |
|  | Marcatori | 5’ Angerer 68’ Maierhofer 70’ (rig.) Morina |

| Arbitro: | Derlin (Bad Schwartau) |

|                                           |           |            |
| Janssen 55’ Sævik 63’ Van de Sanden 90+2’ | Marcatori | 27’ Baucom |

## Statistiche

### Statistiche di squadra
| Competizione         | Punti | In casa | In casa | In casa | In casa | In casa | In casa | In trasferta | In trasferta | In trasferta | In trasferta | In trasferta | In trasferta | Totale | Totale | Totale | Totale | Totale | Totale | DR  |
| Competizione         | Punti | G       | V       | N       | P       | Gf      | Gs      | G            | V            | N            | P            | Gf           | Gs           | G      | V      | N      | P      | Gf     | Gs     | DR  |
| -------------------- | ----- | ------- | ------- | ------- | ------- | ------- | ------- | ------------ | ------------ | ------------ | ------------ | ------------ | ------------ | ------ | ------ | ------ | ------ | ------ | ------ | --- |
| Frauen-Bundesliga    | 7     | 11      | 0       | 1       | 10      | 6       | 32      | 11           | 1            | 3            | 7            | 9            | 29           | 22     | 1      | 4      | 17     | 15     | 61     | -46 |
| DFB-Pokal der Frauen | -     | -       | -       | -       | -       | -       | -       | 2            | 1            | 0            | 1            | 4            | 3            | 2      | 1      | 0      | 1      | 4      | 3      | +1  |
| Totale               | -     | 11      | 0       | 1       | 10      | 6       | 32      | 13           | 2            | 3            | 8            | 13           | 32           | 24     | 2      | 4      | 18     | 19     | 64     | -45 |

### Andamento in campionato
| Giornata  | 1 | 2 | 3  | 4  | 5  | 6  | 7  | 8  | 9  | 10 | 11 | 12 | 13 | 14 | 15 | 16 | 17 | 18 | 19 | 20 | 21 | 22 |
| --------- | - | - | -- | -- | -- | -- | -- | -- | -- | -- | -- | -- | -- | -- | -- | -- | -- | -- | -- | -- | -- | -- |
| Luogo     | C | T | C  | T  | T  | C  | T  | C  | T  | C  | T  | T  | C  | T  | C  | C  | T  | C  | T  | C  | T  | C  |
| Risultato | N | P | P  | N  | P  | P  | P  | P  | P  | P  | P  | N  | P  | N  | P  | P  | P  | P  | P  | P  | V  | P  |
| Posizione | 6 | 8 | 10 | 10 | 11 | 10 | 11 | 11 | 11 | 12 | 12 | 12 | 12 | 12 | 12 | 12 | 12 | 12 | 12 | 12 | 12 | 12 |

Legenda:

Luogo: C = Casa; T = Trasferta. Risultato: V = Vittoria; N = Pareggio; P = Sconfitta.

### Statistiche delle giocatrici
| Giocatore  | Frauen-Bundesliga | Frauen-Bundesliga | Frauen-Bundesliga | Frauen-Bundesliga | DFB-Pokal der Frauen | DFB-Pokal der Frauen | DFB-Pokal der Frauen | DFB-Pokal der Frauen | Totale   | Totale | Totale      | Totale     |
| Giocatore  | Presenze          | Reti              | Ammonizioni       | Espulsioni        | Presenze             | Reti                 | Ammonizioni          | Espulsioni           | Presenze | Reti   | Ammonizioni | Espulsioni |
| ---------- | ----------------- | ----------------- | ----------------- | ----------------- | -------------------- | -------------------- | -------------------- | -------------------- | -------- | ------ | ----------- | ---------- |
| N. Ahamad  | -                 | -                 | -                 | -                 | -                    | -                    | -                    | -                    | -        | -      | -           | -          |
| A. Angerer | 21                | 1                 | 1                 | 0                 | 2                    | 1                    | 0                    | 0                    | 23       | 2      | 1           | 0          |